# Star Ocean: The Second Story
Star Ocean: The Second Story ist Bestandteil der Star-Ocean-Serie, die von Enix vertrieben und von tri-Ace entwickelt wurde. Das PlayStation-Spiel wurde am 30. Juli 1998 in Japan und am 6. August 1999 in den USA veröffentlicht. Am 12. April 2000 erschien es in Deutschland.
Einige Elemente der Star-Ocean-Reihe wurden aus der Science-Fiction-Serie Star Trek übernommen. Dazu zählen der Warp-Antrieb, der Föderations-Gedanke und eine Form der Obersten Direktive, die das Einmischen in weniger entwickelte Zivilisationen verbietet.
Das Spiel handelt von einem merkwürdigen, sphärenförmigen Meteoriten, der auf dem friedlichen Planeten „Expel“ aufschlägt und Menschen und Tiere in Ungeheuer verwandelt. Das Objekt wird seitdem „die Hexenkugel“ genannt. Aufgabe des Spielers ist es, mit einer ausgesuchten Hauptfigur das Geheimnis der Hexenkugel zu ergründen und Expel zu retten.

## Handlung
Star Ocean: The Second Story soll zwanzig Jahre nach dem ersten Teil ansetzen und stellt gewissermaßen ein Sequel dar. Dabei unterteilt sich die Gesamtstory in mehrere Hintergründe.

### Protagonisten
Der 17-jährige Fähnrich Claude C. Kenny reist mit seinem Vater, dem Föderationsadmiral Ronnixis R. Kenny, im Sternenkreuzer „Calnus“ durch den Weltraum, wo das Forschungsteam einen unbewohnten Planeten namens „Milocinia“ erkundet. Als eine bestimmte Region nicht mit den Scannern erfasst werden kann, beamt Ronixis zusammen mit Claude und einigen Wissenschaftlern hinunter und entdeckt eine gigantische Kuppel, die in die Landschaft ragt. Nachdem der Eingang gefunden ist, wird das Innere des Gebäudes untersucht, das aussieht, als habe es eine starke Explosion gegeben. Alles, was erhalten geblieben ist, ist ein unbekanntes Gerät, das sich umgehend aktiviert, als Claude es entgegen den Warnungen seines Vaters berührt. Claude wird gewaltsam fortgebeamt und wacht wenig später in einem fremdartigen Wald auf.
Zur selben Zeit lebt die 16-jährige Rena Lanford zusammen mit ihrer Mutter Westa in dem kleinen Dorf „Arlia“ nahe einem Wald, der „Shingo-Wald“ genannt wird. Das Dorf befindet sich auf dem Planeten „Expel“, dessen Technologie zeitlich am Beginn des 19. Jahrhunderts anzusetzen ist. Es existieren drei große Kontinente: „Kreuz“, „Lacour“ und „El“, die jeweils von gleichnamigen Königreichen beherrscht werden. Vor einigen Monaten ist auf dem Kontinent El ein kugelförmiges Objekt vom Himmel gestürzt, das die Bewohner der Hauptstadt „Eluria“ zunächst für einen Meteoriten halten. Dann aber tauchen rings um die Einschlagstelle Ungeheuer auf und auch Menschen und Tiere werden zu Monstern. Als die Bevölkerung einen Zusammenhang mit dem merkwürdigen „Meteoriten“ entdeckt, macht sich Panik breit und die Bewohner geben dem vermeintlichen Meteoriten den Namen „Hexenkugel“. Jeglicher Kontakt zu den benachbarten Königreichen wird umgehend abgebrochen. Die Monster werden jedoch immer zahlreicher und mächtiger und bedrohen nun auch Lacour. In dieser Zeit will Rena trotz Warnungen ihrer Mutter den Shingo-Wald erkunden, wo sie von einem Ungeheuer bedrängt wird. Als sie versucht zu fliehen, stürzt sie, wird jedoch überraschend von Claude gerettet, der sein Phasengwehr einsetzt. Das grelle Licht der Waffe verängstigt Rena zunächst.
Rena berichtet Claude von der Hexenkugel und der von ihr ausgehenden Bedrohung. Auf Expel kursiert augenscheinlich seit einiger Zeit eine Legende, nach der ein „Krieger in fremdartigen Gewändern“ erscheinen würde, der mit einem „Lichtschwert“ die Bewohner Expels retten werde. Wegen Claudes Phasengewehr hält Rena Claude für diesen legendären Krieger. Claude hat Mühe, das Mädchen und ihre Familie zu überzeugen, dass er für eine solche Rolle noch nicht bereit sei. Dennoch stimmt Claude zu, sich auf die Reise nach Eluria zu begeben, um die Hexenkugel zu erforschen und gegebenenfalls zu zerstören. Er erhofft sich dadurch, herauszufinden, wie er wieder nach Hause kommt. Rena ihrerseits besteht darauf, Claude zu begleiten. Sie hatte vor einigen Jahren herausgefunden, dass ihre Familie sie adoptiert hatte und ihre magischen Kräfte auf ganz Expel einzigartig sind. Nun will sie ihre wahre Herkunft ergründen. In Eluria angekommen, begegnen Rena und Claude den „Zehn Weisen Gottes“. Diese hatten die Hexenkugel als Meteorit auf Expel geschleudert, um den Planeten aus seiner natürlichen Umlaufbahn zu werfen und zu ihrer ursprünglichen Heimat, einem Planeten namens Nede, zurückzukehren. Nach einem erfolglosen Kampf werden die Helden mit nach Nede teleportiert und Expel zerstört.
Auf Nede ist die Ankunft der Helden und der zehn Weisen nicht unbemerkt geblieben. Der Bürgermeister der Hauptstadt, Narl, erzählt Rena, was diese schon immer wissen wollte: woher sie stammt. Rena ist eine Nedianerin. Vor vielen, vielen Jahren war sie als kleines Kind von ihrer leiblichen Mutter Reema mittels einer Zeitkapsel aus Nede teleportiert worden und war auf Expel gestrandet. Nede war während des Vorfalls von den Zehn Weisen zerstört worden und Renas Mutter wollte ihr Töchterchen um jeden Preis retten. Gleichzeitig bittet Narl Claude und sein Team darum, Nede bei der Bekämpfung der Zehn Weisen zu unterstützen. Claude und Rena willigen ein und so reisen sie über abenteuerliche Umwege zum Hauptstützpunkt der Zehn Weisen, um der Bedrohung ein für alle Mal ein Ende zu setzen.

### Hauptantagonisten
Vor 3,7 Milliarden Jahren herrschten die Bewohner des futuristischen Planeten Nede über 70 % der gesamten Galaxie. Ihre Herrschaft war diktatorisch geprägt und wurde mit eiserner Faust geführt. Als auf 24 Planeten schwere Rebellionen ausbrachen und dabei neueste, nedianische Waffentechnologie zum Einsatz kam, beschloss die nedianische Regierung, zehn biologische Waffen in Gestalt junger Männer mit überstarken heraldischen Kräften zu kreieren, um die Rebellen zu bezwingen. Das Projekt wurde „die Zehn Weisen Gottes“ genannt. Zuständig für die Herstellung und Entwicklung war der geniale Wissenschaftler Dr. Emanuel Lantis. Doch bei einem Anschlag auf das Labor, in dem Dr. Lantis arbeitete, wurde dessen Tochter Filia ermordet. Als die nedianische Regierung versuchte, den Vorfall zu vertuschen, schwor Dr. Lantis Rache und manipulierte die bereits fertiggestellten Weisen. Er änderte deren Order von „Nede verteidigen“ auf „Universum zerstören“ um und beging anschließend Selbstmord. Kurz zuvor passte er seine letzte Schöpfung seinem eigenen Aussehen an und stattete sie mit seinen negativen Erinnerungen und Gefühlen aus. Dann sperrte er die Zehn Weisen in eine kugelförmige Maschine, in der die Zeit stillsteht. Die nedianische Regierung kam zu dem Schluss, dass die Rebellionen jetzt nicht mehr aufzuhalten waren. Daraufhin erschuf man einen künstlichen Planeten, der von einem außerordentlich starken Energiefeld umgeben war und zerstörte den Heimatplaneten. Die Zeitmaschine mit den Zehn Weisen darin wurde im Weltraum ausgesetzt und der gesamte Vorfall aus den nedianischen Geschichtsbüchern gestrichen.
Der Spieler kämpft gegen diese Zehn Weisen Gottes. Angeführt werden diese von Indalecio, der genetischen Kopie von Dr. Lantis. Erstmals erscheinen die Zehn Weisen auf dem Turm von Eluria, wo sie mit Hilfe der Hexenkugel Expel vernichten und die Helden mit nach Nede teleportieren. In Fienal schließlich müssen die Zehn Weisen nacheinander besiegt werden. Ist der Spieler erfolgreich, kann er sich eine Abschlusssequenz sowie die verschiedenen Charakterendings ansehen.

## Spielinhalte

### Features
Der zweite Teil von Star Ocean ähnelt dem ersten Teil in vielerlei Hinsicht. Bewährte Features wurden erweitert, so gibt es beispielsweise mehr Fertig- und Fähigkeiten und mehr Ergebnisse, die diesen Fähigkeiten entspringen können.
In diesem Teil gibt es die zwei verschiedenen Hauptfiguren Claude C. Kenni und Rena Lanford, zwischen denen der Spieler wählen kann. Mit dem ausgesuchten Charakter beginnt das Spiel. Je nachdem, welche Hauptfigur gewählt wurde, können bestimmte Nebencharaktere dem Abenteurerteam hinzugefügt werden. Andere Nebencharaktere fallen hingegen weg. Die Gesamtzahl der spielbaren Figuren wurde auf acht festgelegt. Ist die Höchstzahl an Teilnehmern erreicht, können keine weiteren Charaktere mehr rekrutiert werden.
Ein wegen seiner Beliebtheit beibehaltenes Feature in Star Ocean: The Second Story sind die sogenannten „Einzelaktionen“, bei denen der Spieler seine Gruppe vor einer Stadt auflöst und die einzelnen Charaktere im Ort suchen gehen muss. Wenn er sie anspricht, können Mini-Events freigeschaltet oder, bei korrekten Antworten und Kommentaren, Beziehungen unter den Figuren geschaffen und gefördert oder verschlechtert werden. Dies beeinflusst das Spielende, das durch sogenannte Charakter-Endings geprägt ist – jede Figur hat eine eigene private Zukunft, deren Gestaltung durch die Beziehungsbemühungen des Spielers abhängig ist. Da es offiziell 87 unterschiedliche Charakter-Endings gibt, ist die Variationsmöglichkeit in den Beziehungsgestaltungen enorm.

### Kampfsystem
In Star Ocean: The Second Story bewegt sich der Spieler durch verschiedene Gebiete (sogenannte Dungeons), in denen er Monstern begegnen kann, woraufhin Kämpfe losbrechen. Im Normalfall erscheinen die für den Kampf bereitgestellten Charaktere rechts und die Monster links. Der Spieler kann zuvor im Kontrollmenü festlegen, ob er im Echtzeitmodus oder auf Rundenbasis kämpfen möchte. Außerdem kann er festlegen, welche Aufstellungsformation seine Figuren zu Kampfbeginn einnehmen sollen.
In diesem Spiel gibt es zwei Grundformen des Angriffs: Der bewaffnete Angriff, bei dem zum Beispiel Schwerter oder Schlagringe eingesetzt werden. Dabei können die Waffenbenutzer zusätzlich verschiedene Spezialattacken erlernen und im Kampf einsetzen. Die zweite Form des Angriffs ist die Magie, wobei hier zwischen Heraldik und freier Magie unterschieden wird. Als „Heraldik“ wird in Star Ocean das Tätowieren magischer Wappen auf die Haut von speziell ausgebildeten Leuten verstanden, die dann unterschiedliche Zauber heraufbeschwören können. Die diversen Zauber werden unterteilt in elementgebundene Angriffszauber, Heilzauber und Zustandszauber. Wenn zwei Charaktere einen Zauberspruch gleichzeitig aussprechen, so können diese entweder miteinander verschmelzen oder sich gegenseitig aufheben. Dies ist auch dann der Fall, wenn Gegner und Freund gleichzeitig zaubern.
Der Spieler kann auf drei Arten von Gegnern überrascht werden: der Normalangriff (Gegner links, Spielfiguren rechts), der Überraschungsangriff (der/die Gegner regnen von oben direkt auf die Gruppe herab) und der Hinterhalt (Spielfiguren links, Gegner rechts). Besonders der Überraschungsangriff kann zur Herausforderung werden, da die Protagonisten erst vor dem Gegner/den Gegnern weglaufen müssen, um ihre eigenen Angriffe oder Aktionen vorbereiten zu können. Der Hinterhalt birgt den Nachteil, dass die Angriffe der Spielfiguren für einen Moment deutlich schwächer ausfallen als gewöhnlich.
Wenn ein Kampfteilnehmer durch gegnerische Angriffe Schaden erleidet, verliert er Lebenspunkte (kurz HP, von engl. health points). Sinkt der HP-Kontostand auf Null, ist die Figur kampfunfähig, sinken die HP aller Kampfbeteiligten auf Null, ist das Spiel beendet. Ausnahmen bilden Spezialkämpfe, die der Spieler verlieren muss, um vorwärtszukommen. Spezialattacken und Zauber verbrauchen ihrerseits Magiepunkte (kurz MP, von engl. magic points). Erreicht der MP-Kontostand Null, kann weder gezaubert, noch eine Spezialattacke ausgeführt werden.
Eine Besonderheit in Star Ocean: The Second Story ist das Emotionssystem, das Einfluss auf das Kampfgeschehen nimmt: Wenn zum Beispiel ein Charakter während eines Kampfes umkommt, kann ein anderer Kampfteilnehmer, der mit dem Gefallenen besonders gut befreundet war, in Rage geraten und ist für einige Zeit stärker als gewöhnlich. Und wenn ein Charakter einen anderen mit enger Freundschaftsbeziehung im Kampf heilt, bedankt sich der Gerettete und der Heilungseffekt ist höher als normalerweise.

### Punkte- und Fertigkeitensystem
Das Punktesystem von Star Ocean: The Second Story entspricht den meisten gängigen Rollenspielen, so erhält der Spieler für jeden Charakter EXP (Erfahrungspunkte), FP (Fertigkeitenpunkte) und FOL (Geld). Eine Besonderheit der Star-Ocean-Serie sind die Fertigkeitenpunkte, die auf entsprechende Konten verteilt werden müssen, damit die Spielfigur bestimmte Spezialitäten, zum Beispiel „Verfassen“, „Individuell“ und „Alchemie“ erlernen kann. Die Spezialfertigkeiten steigen dann mit den angesammelten Punkten. Alle Spielfiguren weisen dieselben Spezialfertigkeiten auf, allerdings beginnt jede Figur mit einer begrenzten Anzahl und mit jeweils unterschiedlichen Fertigkeiten. Hinzu kommt, dass bestimmte Fertigkeiten und Spezialitäten von erlernbaren Talenten abhängig sind. So können beispielsweise Figuren ohne das Talent „Segen Mannas“ keine Alchimie praktizieren, während Figuren ohne das Talent „Tierliebe“ kein Haustier herbeirufen können.
Als nächste Stufe erlernbarer Fähigkeiten gibt es die sogenannten Superspezialitäten, z. B. „Meisterkoch“ (verschiedene, essbare Gerichte werden zubereitet), „Orchester“ (es wird gemeinsam musiziert) und „Hier, Häschen“ (ein großer Hase wird gerufen, den der Spieler anstelle der Hauptfigur durch freies Gelände steuert, dadurch werden Kämpfe vermieden). Diese Spezialitäten können nur im Gruppenmenü ausgeführt werden und werden dann aktiv, wenn mindestens drei Charaktere bei einer Fertigkeit punktemäßig gleichauf sind. Bei Einzelaktionen können Superspezialitäten nicht eingesetzt werden.

### Stimmausgabe
Ein weiteres besonderes Merkmal von Star Ocean: The Second Story ist die Sprachausgabe während des Kampfes und der Abschlusssequenz. Die Stimmen der einzelnen Charaktere werden von verschiedenen Synchronsprechern gesprochen. Es liegen eine englische und eine japanische Sprachversion vor. Als besonderes Feature bietet Star Ocean 2 eine Stimmensammlung (engl. Voice Collection), in der sich der Spieler die im Spielverlauf mitgespeicherten Stimmen der Spielfiguren einzeln anhören kann.

## Remake
Für die PlayStation Portable (kurz PSP) wurde eine Neuauflage unter dem Titel Star Ocean: Second Evolution entwickelt, die weitestgehend mit der Ursprungsversion übereinstimmt, jedoch neu synchronisiert und mit einem zusätzlichen, spielbaren Charakter (Welch Wynard) versehen wurde. Auch wurden die Dialoge vertont.

## Adaptionen
Das Spiel wurde von Mayumi Azuma als gleichnamige Manga-Reihe adaptiert, die von 1999 bis 2001 in Enix’ Manga-Magazin Monthly Shōnen Gangan veröffentlicht. Die Kapitel wurden auch in sieben Sammelbänden zusammengefasst. Darin wird die Story des gleichnamigen Spiels aus Sicht beider Hauptpersonen nacherzählt.
Studio Deen adaptierte diesen 2001 als Anime-Serie Star Ocean EX.
Star Ocean: Second Evolution erfuhr ebenfalls eine Manga-Adaption. Diesmal von Moroe Yoshida von 2008 bis 2009 im Magazin Dengeki Maō, wobei die Kapitel in drei Sammelbänden zusammengefasst wurden.